# Super Bowl XXVI
El Super Bowl XXVI fue el partido final de la NFL jugado el 26 de enero de 1992 en el Hubert H. Humphrey Metrodome en Minneapolis, Minnesota para decidir al campeón de la campaña de 1991.
El campeón de la Conferencia Nacional los Washington Redskins (marca de 17-2) venció al campeón de la Conferencia Americana los Buffalo Bills (marca de 15-4), por un marcador final de 37–24. Washington se convirtió en el cuarto equipo en ganar tres Super Bowls, junto con los Acereros de Pittsburgh, los Oakland Raiders, y los San Francisco 49ers. Buffalo se convirtió en tercer equipo en perder dos Super Bowls consecutivos, uniéndose a Minnesota (Super Bowls VIII y IX) y Denver (Super Bowls XXI and XXII). Terminarían perdiendo 4 Super Bowls de forma consecutiva.
Los Redskins se fueron al frente por 24–0 temprano en el tercer cuarto, Buffalo nunca pudo recuperarse. El quarterback Mark Rypien, quien completo 18 de 33 pases para 292 yardas y dos touchdowns, con una intercepción, fue nombrado el primer jugador de origen canadiense en ganar el premio del Jugador más Valioso del Super Bowl (nació en Calgary, fue criado en Spokane, Washington). El entrenador de Washington Joe Gibbs se convirtió en el tercer entrenador en ganar tres Super Bowls. Washington hasta ese momento era el único equipo en ganar tres Super Bowls con tres diferentes quarterbacks, con las victorias de Joe Theismann (Super Bowl XVII) y Doug Williams (Super Bowl XXII). Los Green Bay Packers igualaron la marca en 2011.
Es el único Super Bowl que ha aparecido en un episodio de Los Simpson.

## Antecedentes
Los dueños de la NFL votaron en una reunión el 24 de mayo de 1989 donde se jugaría el Super Bowl XXVI y ganó Minneapolis. Sería el segundo Super Bowl que se jugaría en una ciudad de clima frío. El primero fue el Super Bowl XVI el 24 de enero de 1982 en el Silverdome, de Pontiac, Míchigan, un suburbio de Detroit, Míchigan. Indianápolis perdió en su tentativa de albergar el juego en el Hoosier Dome.
El Metrodome ha sido el único estadio en albergar tres eventos mayores en Estados Unidos en un período de menos de 12 meses (el Final Four de 1992, la Serie Mundial de Béisbol de 1991 (los Minnesota Twins vencieron a los Atlanta Braves) y el Super Bowl de 1991.

### Washington Redskins
Washington entró al Super Bowl XXVI como líderes de la liga anotando 485 puntos y permitiendo 224. Mark Rypien fue el líder de la NFC en yardas por pase (3,564), pases de anotación (28), 249 pases completos de 421 intentados y solo 11 intercepciones, consiguió el segundo mejor rating pasador de la liga (97.9).
Rypien tuvo grandes "blancos" para lanzar. El receptor abierto Gary Clark era la más grande amenaza en el juego profundo atrapando 70 pases para 1,340 yardss y 10 touchdowns. En el otro lado del campo estaba Art Monk, jugando su campaña 12 en la NFL, igual de confiable que Clark con 71 pases para 1,049 yards y 8 touchdowns. Con esas 71 receptiones de Monk en 1991 consiguió un total de 801 en su carrera profesional, solo 18 recepciones detrás del entonces líder de todos los tiempos Steve Largent. El receptor Ricky Sanders fue también un gran elemento en el juego aéreo con 45 pases para 580 yardas y 5 touchdowns.
Por tierra el arma principal era el corredor Earnest Byner, quien llegó a ser el 5o. mejor corredor de la NFL esa campaña con 1048 yardas, atrapando 34 pases para 308 yardas y anotando 5 touchdowns. El corredor novato Ricky Ervins también fue una gran ventaja en el ataque terrestre, con 145 acarreos para 680 yardas para tener un promedio de 4,7 yardas por acarreo, aparte atrapó 16 pases para 181 yards. Y cuando los Redskins estaban cerca de la línea de gol, contaban con Gerald Riggs, quien corrió para 248 yardas y anotó 11 touchdowns. La línea ofensiva de Washington, conocida como "Los Cerdos", era liderada por el tackle Pro Bowl Jim Lachey y el guardia Mark Schlereth. "Los Cerdos" permitieron la menor cantidad de capturas de quarterback 9, 10 capturas menos que el segundo equipo con menos capturas permitidas. Incluso los equipos especiales eran una gran amenaza. El corredor Brian Mitchell ganó 1183 yardas y anotó 2 touchdowns regresando patadas y despejes.
La defensiva de Washington, la número 3 en la NFL con menos yardas permitidas (4638), era liderada por el back defensivo Darrell Green, quien fue uno de los jugadores más rápidos de la NFL, y el linebacker Pro Bowl Wilber Marshall. Ambos hicieron 5 intercepciones cada uno, con Marshall ganando 75 yardas y un touchdown, mientras completaba 5,5 capturas de quarterback. En la trinchera el pilar de la línea defensiva era el ala defensiva Charles Mann, quien logró 11 de las 50 capturas que tuvo Washington, y recuperó un fumble.
Washington tuvo el mejor récord de la liga con 14 partidos ganados y solo 2 perdidos. Después de aplastar a los Detroit Lions por 45-0 en la jornada 1, lograron 11 victorias consecutivas antes de perder su primer juego contra los Dallas Cowboys por 24-21. Su otra derrota fue ante los Philadelphia Eagles en el juego final de la temporada regular.

### Buffalo Bills
La temida ofensiva de Buffalo conocida como "K-Gun" (ofensiva sin reunión) de nuevo dominó la liga ese año llegando a ser la 2a. mejor ofensiva (6525 yardas totales y 458 puntos anotados), solo detrás de Washington. Los líderes de la ofensiva eran el quarterback Jim Kelly y el running back Thurman Thomas, ambos tuvieron sus mejores campañas ese año como profesionales. Kelly completó el 64,1 % de sus pases para 3844 yardas y fue líder de la liga con 33 touchdowns, con solo 17 intercepciones, que le dio un rating de 97,6%. Thomas corrió para 1407 yardas, atrapó 62 pases para 620 yardas, y anotó 12 touchdowns, lo que le valió ganar los premios al mejor jugador ofensivo de la NFL y el jugador más valioso de la NFL. Igual que Washington, Buffalo tenía más de una amenaza en el campo de juego. El fullback Kenneth Davis emergió como una gran amenaza, corriendo para 624 yardas, atrapando 20 pases para 118 yardas, y 5 touchdowns.
Los Bills también tenían armas pavorosas en su juego aéreo. El wide receiver Andre Reed lidereo al equipo con 81 recepciones para 1113 yardas y 10 touchdowns, aparte corrió 12 veces para 136 yardas. Del otro lado del campo el veterano James Lofton marcó 57 recepciones para 1072 yardas con 8 touchdowns, con ello se ganó su 8o. Pro Bowl y terminó el año a solo 55 yardas del entonces poseedor del récord de todos los tiempos Steve largent (13 089 yards). El tight end Pro Bowl Keith McKeller contrubuyo con 44 recepciones para 434 yards, mientras que Don Beebe tuvo 32 pases atrapados, 414 yardas, y 6 touchdowns. De nuevo la línea ofensiva de los Bills fue liderada por el center Kent Hull junto al guard Pro Bowl Jim Ritcher.
Pero Buffalo tenía problemas graves en la defensiva. Ese año Buffalo fue la defensiva 27 de los entonces 28 equipos en yardas permitidas, la 19 en puntos permitidos y solo lograron 31 capturas de quarterback. Una razón para esto fue que los linieros defensivos Bruce Smith y Jeff Wright casi no jugaron por estar lesionados. Uno de los pocos que brillaron ese año en la defensiva fue el apoyador Pro Bowl Cornelius Bennett, quien logró 78 tackleadas, 9 capturas y recuperó 2 fumbles. El linebacker Pro Bowl Darryl Talley fue el líder del equipo con 90 tackleadas y 5 intercepciones, recuperando 2 fumble. El defensive back Nate Odomes fue el líder de la secundaria con 5 intercepciones, las cuales devolvió para 120 yardas y un touchdown, junto con 66 tackleadas y un balón recuperado.
A pesar de sus problemas defensivos, los Bills terminaron la temporada con el mejor registro de la AFC con 13-3.